# Gnav
 Der er for få eller ingen kildehenvisninger i denne artikel, hvilket er et problem. Du kan hjælpe ved at angive troværdige kilder til de påstande, som fremføres i artiklen.

Gnav spilles med særlige drejede træbrikker eller særlige spillekort.
Nedenfor er gnavspillets regler nedskrevet i København 1917.
Brikkerne er drejede træbrikker og posen er af skind. Der er to af hver af de nedenfor nævnte 21 brikker.
Gnav:
Med hensyn til rækkefølgen, så er der desværre ikke én universel korrekt rækkefølge, da reglerne for Gnav kan variere fra familie til familie, og fra region til region. Spillet er nemlig blevet overleveret mundtligt og tilpasset gennem tiden. Det kan forklare, hvorfor nogen på Wikipedia ændrer rækkefølgen.
Den mest almindelige rækkefølge
I mange versioner af Gnav er rækkefølgen af de lavest rangerende kort/brikker (fra dårligst til bedst):
	1.	Uglen (den laveste)
	2.	Potten
	3.	Narren

## Spilleregler
Brikkernes rækkefølge fra oven er følgende:
- Gøgen (Stå for gøg!)
- Dragonen (Hug af!)
- Katten (kis! Kis!)
- Hesten (Hest forbi!)
- Huset (Hus forbi!)
- Tallene fra 12-0
- Potten
- Uglen
- Narren

Efter at brikkerne er omdelt med en til hver spiller fra venstre mod højre, gælder det for hver især om at erhverve så høj en brik, at man er sikret imod at have den laveste, der er på hænderne. Hvis den brik man har modtaget ved uddelingen skønnes at være for lav til at beholde, søger man at få en bedre ved at bytte hos naboen til venstre. Uddeleren kan bytte i posen.
Denne byttevej påbegyndes af den, der først er blevet forsynet med en brik, og forsættes efterhånden gennem hele rækken af spillere.
Er man tilfreds med en først modtagne brik, siger man når turen kommer til en: ”Jeg står!”, men bliver man af sin nabo til højre opfordret til at bytte, er man forpligtet, hvis man har en brik med: tal, potten, uglen eller narren.
Bliver en anmodning om bytte besvaret ”Kis! Kis!” eller ”Hug af!” får forespørgeren en streg og må beholde sin brik. Besvares anmodningen med ”Stå for gøgen!” må vedkommende ligeledes beholde sin brik, men uden at straffes med en streg. Når der er sagt 'Står for gøgen' stopper spillet og alle vender deres brikker.
Besvares anmodningen med ”Hest forbi!” eller ”Hus forbi!” straffes forespørgeren ej heller, men retter anmodningen til den næste i rækken, og hvis svaret var uddelerens, kan han da bytte i posen.
Når uddeleren, som er den sidste spiller i rækken, har erklæret at stå eller har byttet i posen, vises brikkerne op, og den som har den laveste brik, får en streg.
Den som har narren, får ligeledes en streg, undtagen hvis begge narre samtidig er på hænderne, i hvilket tilfælde begge indehavere får et ”plus”, det vil sige, at de skulle have en streg mere end de andre for at dø. For ikke at lade denne chance gå fra sig ved at bortbytte narren i utide, giver indehaverne ved en diskret klapren med brikken tilkende, at han har narren, og denne klapren besvares da straks af den der mulig har den anden nar ellers vil den eller de, som har den næstlaveste brik også få en streg.
Når men har fået det forud bestemte antal streger (3-5), er man ude af spillet (død), og den, som bliver alene tilbage ved et mindre antal streger, har vundet spillet. 
Uddeling af brikkerne sker efter tur, når opvisningen har fundet sted.
For at gøre håndtering af point lidt lettere, kan man starte med at tildele alle spillere f.eks. 3 eller 5 streger til at starte med og gøre det omvendte end ovenstående regler, dvs. i stedet fjerne/overstrege en streg, hver gang en spiller tildeles en streg eller give spilleren en ny streg (ved "plus"). Hvis en spiller ikke har nogle streger tilbage, er vedkommende ude af spillet.

## De oprindelige regler (fra den eksterne henvisning herunder fraDet Kongelig Bibliotek)
Dette Spil indeholder 21 Figurer og Tal, hvoraf de fornemmeste nemlig "Gøgen, Dragonen, Katten, Hesten, Huset" kaldes Ratadorer; herpå følger 12, 11, 10, 9, 8, 7, 6, 5, 4, 3, 2, 1; Ratto eller Narren, Nullet eller Ringen, Potten og endelig Uglen, som er den Sletteste i hele spillet. Til ethvert Spil udfordres et dobbelt antal af formeldte brikker.
Spillet kan spilles af 2 indtil 37 personer. Enhver skriver ved Begyndelsen af Spillet 3 Streger op for sig, og gjør derhos et Indskud i Pouillen, som er ens for Alle.
... Resten af reglerne skal også indtastes og fortolkes, da jeg mener der mangler reglerne for f.eks., hvis der er 2 narrer på bordet.